# Постійне представництво РФ при СНД
Постійне представництво Російської Федерації при статутних та інших органах Співдружності Незалежних Держав — дипломатичне представництво Російської Федерації, що входить до системи Міністерства закордонних справ Російської Федерації.
Створено Постановою Уряду Російської Федерації від 11 червня 1996 року № 694 «Про Постійне представництво Російської Федерації при статутних та інших органах Співдружності Незалежних Держав» на основі рішень Ради глав держав-учасниць Співдружності від 24 вересня 1993 року «Про постійних повноважних представників держав-учасниць Незалежних Держав» та від 24 грудня 1993 р. "Про затвердження Положення про постійних повноважних представників держав - учасниць Співдружності при статутних та інших органах Співдружності".

## Постійні представники
| Постійний представник        | Роки життя | Дата призначення на посаду | Номер указу | Дата зняття з посади                                  | Номер указу |
| ---------------------------- | ---------- | -------------------------- | ----------- | ----------------------------------------------------- | ----------- |
| Воробйов, В'ячеслав Петрович |            | 11 грудня 1996             | №1662       | 22 липня 2003                                         | №822        |
| Бєлов, Євген Володимирович   |            | 28 липня 2003              | №845        | 14 липня 2009                                         | №802        |
| Копійко, Сергій Борисович    |            | 14 липня 2009              | №803        | через раптову смерть </br> до обов'язків не приступив | -           |
| Громико, Ігор Анатолійович   |            | 28 грудня 2009             | №1508       | 3 лютого 2014                                         |             |
| Шведов, Андрій Володимирович |            | з 3 лютого 2014            | №52         | по теперішній час                                     |             |